# Kinder des Zorns IV – Mörderischer Kult
Kinder des Zorns IV – Mörderischer Kult ist ein US-amerikanischer Horrorfilm aus dem Jahr 1996 und die dritte Fortsetzung des Horrorfilms Kinder des Zorns aus dem Jahr 1984. Regie führte Greg Spence, der gemeinsam mit Stephen Berger auch das Drehbuch schrieb.

## Handlung
Grace, eine Studentin, kehrt in ihre Geburtsstadt zurück und wird Zeuge, wie Kinder und Jugendliche nach einem Fieber durchdrehen und Amok laufen. Sie beginnen, alle Erwachsenen zu töten.

## Kritiken
Das Lexikon des internationalen Films schrieb, der Film beinhalte „abstoßende Gewaltszenen“ und variiere erneut „eine vertraute Geschichte“, er sei „im Spannungsaufbau aber durchaus gelungen“, wobei die Musik eine besondere Rolle spiele. Er erleide „im zweiten Teil einen massiven Einbruch an Logik und Qualität“ und biete „ansonsten [...] viele Genre-Stereotypen“.
Die Zeitschrift Cinema schrieb, „der dritte Aufguß einer Stephen-King-Vorlage“ sei „lediglich handwarm“. Die Schockeffekte seien „billig, blutig und bekannt“.

## Hintergrund
Für Greg Spence war dieser Film das Debüt als Regisseur, ein Jahr später inszenierte er God’s Army II – Die Prophezeiung. Der Film wurde in Los Angeles sowie Austin, Texas gedreht.